# Карл-Гайнц Гербшлеб
Карл-Гайнц Гербшлеб (нім. Karl-Heinz Herbschleb; 19 жовтня 1910, Айзенах — 16 лютого 1955) — німецький офіцер-підводник, капітан-лейтенант крігсмаріне.

## Біографія
Служив в торговому флоті. 8 квітня 1934 року вступив у рейхсмаріне. З жовтня 1940 по квітень 1941 року пройшов курс підводника, в квітні-травні — курс командира підводного човна. З 19 травня 1941 по 3 січня 1942 року — командир підводного човна U-21. В січні-березні 1942 року пройшов командирську практику на U-85. З 22 квітня 1942 по 20 лютого 1944 року — командир U-354, на якому здійснив 7 походів (разом 242 дні в морі), потопив 1 і пошкодив ще 1 корабель.
| Дата             | Назва корабля            | Тип               | Тоннаж | Вантаж                                                                                          | Екіпаж | Загинули | Країна |
| ---------------- | ------------------------ | ----------------- | ------ | ----------------------------------------------------------------------------------------------- | ------ | -------- | ------ |
| 4 листопада 1942 | William Clark            | Торговий пароплав | 7,176  | 6337 тонн вантажів за ленд-лізом, включаючи шини, боєприпаси, танки і літаки як палубний вантаж | 71     | 31       | США    |
| 27 серпня 1943   | Петровский (пошкоджений) | Торговий пароплав | 3,771  |                                                                                                 | ?      | ?        | СРСР   |

В лютому 1944 року переданий в розпорядження 13-ї флотилії. З квітня 1944 по 8 травня 1945 року — командир роти Військово-морського училища Мюрвіка. Помер від раку.

## Звання
- Кандидат в офіцери (8 квітня 1934)
- Морський кадет (26 вересня 1934)
- Фенріх-цур-зее (1 липня 1935)
- Оберфенріх-цур-зее (1 січня 1937)
- Лейтенант-цур-зее (1 квітня 1937)
- Оберлейтенант-цур-зее (1 квітня 1939)
- Капітан-лейтенант (1 березня 1942)

## Нагороди
- Медаль «За вислугу років у Вермахті» 4-го класу (4 роки)
- Залізний хрест 2-го і 1-го класу
- Нагрудний знак підводника
- Фронтова планка підводника в бронзі